# 弗兰克·冯·贝伦
弗兰克·冯·贝伦（德語：Frank von Behren，1976年9月28日—），德国男子手球运动员。他曾代表德国参加2000年和2004年夏季奥林匹克运动会手球比赛，其中2004年奥运会获得一枚银牌。